# Filistión de Locros

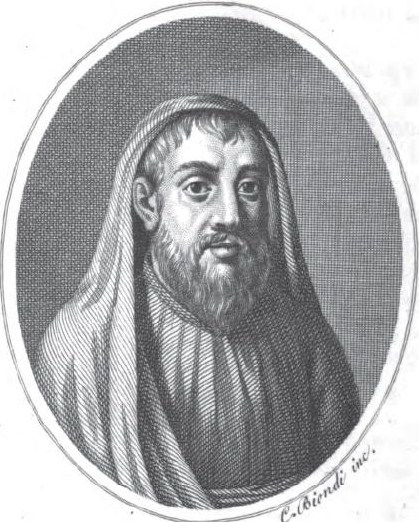
Filistión de Locros.

Filistión de Locros (en griego: Φιλιστίων) fue un antiguo griego, médico, autor de medicina y dietética.
Era natural de Locros, en la Magna Grecia, pero también se le conocía como «el siciliano», fue preceptor del médico Crisipo de Cnido, y el astrónomo y médico Eudoxo, por lo que debió de vivir en el siglo IV a. C. Fue uno de los que defendieron la opinión de que lo que se bebe va a parar a los pulmones. Algunos escritores antiguos atribuyeron a Filistión el tratado De Salubri Victus, así como el De Victus Ratione, que forman parte del corpus hipocrático. Algunos lo consideran uno de los fundadores de la escuela empírica. Escribió una obra sobre materia medica, y sobre Cocina, y es citado varias veces por Plinio el Viejo, y Galeno. Oribasio le atribuye la invención de una máquina para restaurar dislocaciones del húmero. Un hermano de Filistión, que también era médico, pero cuyo nombre se desconoce, es citado por Celio Aureliano.